# Guanambi (gemeente)
Guanambi is een gemeente in de Braziliaanse deelstaat Bahia. De gemeente telt 86.808 inwoners (schatting 2017). 

## Hydrografie
De plaats ligt aan de rivier de Carnaíba de Dentro.

## Aangrenzende gemeenten
De gemeente grenst aan Caetité, Candiba, Igaporã, Matina, Palmas de Monte Alto, Pindaí en Sebastião Laranjeiras.

## Verkeer en vervoer
De plaats ligt aan de radiale snelweg BR-030 tussen Brasilia en Ubaitaba. Daarnaast ligt ze aan de wegen BR-122, BA-573 en BA-938.